# Бошњаци
Бошњаци су јужнословенски народ, који претежно живи у Босни и Херцеговини, односно на подручју Федерације Босне и Херцеговине. Бошњаци такође живе и у неким другим деловима бивше Југославије, а значајније су заступљени у неколико општина Србије и Црне Горе, првенствено у регији познатој као Рашка област, коју они називају Санџак. Говоре бошњачким језиком, који на свом језику називају bosanski jezik. Претежно су исламске вероисповести (сунити). Потичу од исламизованих Словена, углавном Срба муслимана са подручја Босне и других српских земаља. Као посебна етничка група почињу да се издвајају након аустроугарске окупације Босне и Херцеговине (1878), а потом у неколико наврата мењају своју националну свест и национално име. Назив Бошњаци употребљавају од 1993. године, када је на Првом бошњачком сабору у Сарајеву донета одлука о преименовању дотадашњих југословенских Муслимана у Бошњаке.

## Идентитет
Данашњи Бошњаци потичу од исламизованих Словена, углавном Срба из средњовековне Босне и средњовековне Србије. Као посебна етничка подгрупа издвајају се током османске управе над овим земљама и за то време више пута мењају своју националну свест.
Професор историје академик Милорад Екмечић закључује да су босански Муслимани између 1868. и 1993. године мењали свој идентитет чак девет пута.
Упоредо са османским освајањима на Балкану, покорене земље захвата процес исламизације. Бугарске земље и Македонија су прве захваћене овим процесом и то већ седамдесетих година 14. века, док век касније, са падом српских земаља, исти процес захвата и ове земље. Исто је настављено и са освајањима хрватских и мађарских земаља.
Савременици тог времена, исламизиране Србе у етничком смислу и даље посматрају као део српског етничког корпуса. Католичка енциклопедија из 19. века, позивајући се на последњи попис из 1895, као и раније извјештаје тврди да су становници Босни и Херцеговини 98% Срби (550.000 муслимани, 674.000 православци и 334.000 католици). Етнограф Ами Боуе у књизи „Европска Турска“ из 1840. недвосмислено за муслиманско становништво које претежно живи у Босни, каже да су потомци исламизираних Срба. Њихов језик и обичаје, такође описује као део српског фолклора. Леополд Ранке пишући о великим везирима српске народности из средњовековне Босне, каже: „Ако се, према томе, не може спорити да је српски народ имао највећи утицај на развитак царства, он је такође имао и највећи утицај религије (муслиманске). Прелазак Босанаца на мухамеданство није извршен одједном, већ, како изгледа, полагано кроз читаво стољеће и више... Место да оснује своју државу, српски народ је био одређен да помогне да се турска (држава) подигне... Ни они Срби који су прешли на ислам нису се могли отргнути од љубави према (народној) песми.“ Иста запажања имају и циришки професори Кинкел и Ристов, као и француски академик Сен Рене Таљандије, тврдећи да “Мухамеданци у Босни... са врло малим изузетком су српског порекла.” Слична запажања нам дају и бројни други европски историчари, етнографи, путописци. Силвестре Куниберт Бартелеми, каже: „Иако су ова два народа, заједничког језика и порекла, дуго времена сачињавали један народ... на крају српског владања, велики део Босанаца је напустио хришћанство да би примио Мухамедов култ... Босанци сматрају да у Србима виде вечне сведоке апостазије својих предака; они поцрвене кад их Османлије подсете на њихово заједничко порекло са Србима.“ Француски слависта Луј Леже је 1873. године указивао на „пет стотина хиљада Срба муслимана који се налазе у Босни. Преверени једанпут мачем у муслиманску веру, они су је примили не одричући се никад свог народног идиома. Многи од њих га култивишу са жаром и сматрају се просто као Срби различите вере.“
Два српска устанка, те националне револуције у Европи из 1848. године, били су аларм Аустроугарској да се озбиљно почне плашити нарастајућег српског национализма на ширем простору Балкана. Након великог Босанскохерцеговачког устанка и окупације Босне и Херцеговине од Аустроугарске, ова монархија креће у озбиљније подстицање формирања неких нових националних група на овом простору, Бошњака (становници Босне) и Херцеговаца (становници Херцеговине). У ову сврху, окупатор је покренуо и лист Бошњак, а локални језик је преименован у „босански“. Међутим и поред прогона другачијег мишљења од оног званичног, највећи број босанских и херцеговачких интелектуалаца муслиманске вере се поистовјећује са српским националним корпусом, од којих су најпознатији Осман Ђикић, Муса Ћазим Ћатић, Смаил-ага Ћемаловић, Авдо Карабеговић, Омер-бег Сулејманпашић и други.
Након формирања Југославије, словенско становништво муслиманске вере у новој држави, третирано је као део српског или хрватског народа. У Другој Југославији, Уставом из 1968. године формира се нови народ под именом Муслимани. Распадом ове државе, део Муслимана, у септембру 1993, током Рата у Босни и Херцеговини тражи замену националног имена Муслимани у име Бошњаци, које се до тад сматрало архаичним именом за становнике Босне — Босанци. Дејтонским мировним споразумом, Бошњаци добијају статус једног од три конститутивна народа (уместо Муслимана) у држави Босни и Херцеговини.

## Национални наративи
Политичка промоција бошњаштва обављена и реализована је у јавности крајем 1993. и почетком 1994. године.
Део доминантног дискурса бошњаштва обухвата наратив како су „до 19. вијека сви становници данашње Босне и Херцеговине били Бошњани/Бошњаци” а да су потом „Бошњани православци постали Срби а Бошњни католици постали Хрвати”. За „конвертитство православних и римокатоличким Бошњана” они углавном окривљују Српску православну цркву односно фратре.
Још један део дискурса у бошњаштву јесте теза о континуитету и везама богомилства и ислама. Према њиховој тези, богомили су били Словени а не Срби или Хрвати и њихова култура представља предисламску традицију Бошњака. Хипотеза о директној вези богумила и данашњих Бошњака нема научне утемељености, више је политички условљена и стварана је вештом манипулацијом у трајању дужем од једног столећа.
Поједини бошњачки аутори пласирали су тезу о „кроз историју почињених 10 или 11 геноцида над Бошњацима”. Тако у неке од „10/11 геноцида” рачунају и прогон муслимана током Српске револуције или „истрагу потурица” у Црној Гори са почетка 18. вијека.

## Генетика
Већина (> 67%) Бошњака из БИХ припада једној од трију главних европских Y-ДНК хаплогрупа / хаплоидних група: хаплогрупа I (48,2%), хаплогрупа R1а (15,3%) i хаплогрупа R1b (3,5%), док остала мањина припада мање учесталим хаплогрупама (хаплогрупа E (12,9%), хаплогрупа J2 (9,5%), хаплогрупа G (3,5%) i хаплогрупа P (3,5%)), уз остале још ређе лозе.
С друге стране, у највећем делу геополитичке регије Санџак (прецизније, у општинама Нови Пазар, Тутин, Сјеница, Рожаје, Плав, Гусиње и Петњица), бошњачко становништво показује најближи степен генетске подударности са Албанцима. Бошњачки ДНК Пројекат је потврдио већину старих породичних предања санџачких муслиманских породица о пореклу од Климената, Куча, Бањкана/Затријепчана, Хота, Шкреља и Груда. Осим Куча, међу којима има и православних Срба и католичких Албанаца, сва поменута племена су искључиво албанска у етничком и римокатоличка у верском смислу. У тим областима, доминирају хаплогрупе R1b BY-611 и J2b-M241, које су доминантне углавном код Албанаца, али и огранци хаплогрупе E1b која је присутна у већој мери и код Срба, Албанаца, Грка и појединих других балканских народа.

## Историја

### Исламизација и Османски период
Успон османске власти на Балкану је променио верску слику Босне и Херцеговине јер су Османлије са собом донели нову религију — ислам.
У попису босанског санџака из 1468/1460 забележено је 37.125 хришћанских породица и 322 муслиманске породице. Према неким изворима, прелазак на Ислам је у Босни био бржи него у другим крајевима Балкана. Бенедикт Курипешић је саставио прве извештаје о верским заједницама у 1530-им. Према евиденцији за 1528. и 1529. годину, било је укупно 42.319 хришћанских и 26.666 муслиманских домова у санџацима (османским управним јединицама) Босне, Зворника и Херцеговине. У извештају Петра Мазрекуа (Pjetër Mazreku), апостолског посетиоца Римокатоличкој цркви у Босни, 1624. године, број верника у Босни (без Херцеговине)је следећи: 450.000 муслимана, 150.000 католика и 75.000 православаца.
Многа деца хришћанских родитеља су била одвојена од својих породица и одгајана да буду чланови јањичарског корпуса (пракса позната под именом devşirme (девширма); назив је настао од турског devşirmek — „окупити”, „регрутовати”). Захваљујући њиховом образовању (јер су учили уметност, науку, математику, поезију, књижевност и многе од језика који су се говорили у Османском царству) српски је постао једни од дипломатских језика Порте.
Османска војна катастрофа се наставила у следећој деценији. 1697. године, хабсбуршки принц Еуген Савојски проводи изузетно успешну граничну рацију која је кулминирала у Сарајеву те доспела у жижу интересовања. Велики турски рат се коначно завршио потписивањем Карловачког мира 1699. године. Међутим, у касним 1710-им још један рат између Османлија и хабсбуршко-венецијан-
ског савеза је уследио. Завршен је потписивањем Пожаревачког мира 1718. године, али не пре самог доласка још једног таласа муслиманских избеглица који су пребегли у Босну.
Ови су догађаји створили велики немир међу босанским муслиманима. Осећај незадовољства додатно је повећан ратом и повећањем порезног оптерећења. Као резултат тога, уздижу се бошњачке буне у Херцеговини 1727, 1728, 1729. и 1732. године. Велика куга која је покосила више хиљада људи током раних 1730-их је допринела општем хаосу. 1736. године, у настојању да искористе ове услове, Хабсбурговци крше Мир и прелазе границу реке Саве. У једном од најзначајнијих догађаја у босанској историји, локална бошњачка властела организује одбрану и контранапад који је био потпуно независан од непредузимљивих царских власти. Дана 4. аугуста 1737. године, у бици код Бање Луке, бројчано надјачане бошњачке снаге преусмеравају хабсбуршку војску и приморавају их да беже назад у Славонију.
Османски војни реформски напори, који су позвали на даљњу експанзију / ширење централно-контролисане војске (nizam), те увођење нових пореза и више османске бирократије, имаће значајне последице у Босни и Херцеговини. Ове реформе су ослабиле посебан статус и привилегије за бошњачко племство, а стварање модерне војске је угрозило привилегије босанских муслиманских војника и локалних господара, који су захтевали већу независност од Цариграда. Барбара Јелавић наводи: „Муслимани Босне и Херцеговине (...) су постајали све више разочарани османском владом. Централизирајуће реформе су директно утицале на њихове привилегије и чинило се да не нуде никакве компензацијске бенефите.” Прекретница за Градашчевића је био крај Руско-османског рата (1828—1829) Миром у Дринопољу 1829. године. Према одредбама Уговора, Османско царство је гарантовало власт Србији, као резултат Српске револуције. Овакав потез је разбеснео Бошњаке и покренуо бројне протесте, а нова самостална Србија је такође добила шест округа — нахија (најмања територијална администативна јединица у Царству) — који су традиционално припадали Босни. Након тог потеза, Бошњаци ово виде као померање историјских босанских граница те одузимање дела земље, због чега се рађа бошњачки Покрет за аутономију. Године 1831. Бошњаци се удружују под водством Хусеин-капетана Градашчевића и службено траже аутономију Босне и Херцеговине с изабраним аутохтоним владарем. Градашчевић је у мају 1831. године захтевао да се сви бошњачки аристократи одмах прикључе његовој војсци, заједно са свим осталим из опште популације који то такође желе учинити. Хиљаде људи се придружује покрету, међу којима су и бројни босански кршћани за које се каже да су чинили чак и до једну трећину његових укупних снага. Но османска влада жели сломити побуну, предвођена локалним Херцеговцем Али-пашом Ризванбеговићем из Стоца, који је касније добио Пашалук Херцеговину као награду султана Махмуда II. Хусеин-капетан Градашчевић умро је у Цариграду, под контроверзним околностима, 1834. године, те је постао живућа легенда у своје време. Након смрти, такође је постао нешто попут мученика за босански понос. Овај позитивни осећај није ексклузивно само за муслиманско становништво, јер су кршћани из Посавине такође делили сличан став неколико деценија. Градашчевић се и дан-данас сматра бошњачким националним херојем и једна је од највише цењених фигура у историји Босне и Херцеговине.

#### Појава идеја о уједињењу
Након распада Османског царства, Србија је постала независна од османске контроле (19. век); то је било време истовременог поновног буђења српског и хрватског национализма. И Срби и Хрвати су захтевали „историјска права” на Босну. Међутим, чланови Илирског покрета из 19. века, од којих је најпознатији фрањевац Иван Фрањо Јукић чије је бошњаштво било јасно исказано у делу Славољуб Бошњак, наглашавају да су „Бошњаци заједно са Србима и Хрватима једно од ’племена’ које чини ’илирску нацију’”.
Под утицајем идеја Француске револуције и Илирског покрета, већина босанских фрањеваца је подржавала слободу, братство и јединство свих Јужних Словена, у исто време истичући јединствени бошњачки идентитет као засебан од српског и хрватског идентитета. С обзиром на то, Денис Башић каже да је бити Бошњак у 19. веку био повлашћени друштвени статус, што је и потврђено (пре тога) од стране Ивана Фрање Јукића, који је 1851. године написао да „бегови и други муслимански господари називају сељаке који говоре словенске језике потурицама (потурченима) или ћосама (голобрадима), док их кршћани зову балијима (вулгарни појам који произлази из османског периода, а који се односи на бошњачке повремене номаде који живе у планинским подручјима; данас је то понајвише погрдан назив за Бошњака)”. Понекад се чак и термин Турчин уобичајено користи за описивање Бошњака и других словенских муслимана. У Босни је овај термин одређивао религиозни, а не етнички статус, тј. муслимана. Италијански дипломат М. А. Пигафета (M. A. Pigafetta) је 1585. године написао да су босански кршћани који су били конвертовани на ислам одбијали да буду идентификовани као Турци; тражили су употребу термина муслиман. Конрад Малте-Брун (Conrad Malte-Brun), француско-дански географ, наводи, такође, у своме делу Universal Geographic (1829), да се термин неверник обично користи међу муслиманима у Цариграду да би се приказали муслимани у Босни; даље наводи да су „Босанци потомци ратника северне расе”, и да „њихов барбаризам треба приписати интелектуалној одвојености од остатка Европе, због недостатка просветљености хришћанством”. Хрватски писац Матија Мажуранић из 19. века извештава 1842. године да „(...) ...кршћани у Босни не усуђују себе називати Бошњацима. Муслимани себе називају само Бошњацима а кршћани су само Бошњаци-кметови (раја) или, употребимо другу реч — Власи”. Муслиманско градско становништво, обртници и занатлије, односно они који нису били кметови него слободни (ослобођени од плаћања пореза), су се називали Бошњацима, а свој језик бошњачким (тур. boşnakça). Француски дипломат и научник Масје де Клервал (Massieu de Clerval), који је посетио Босну 1855. године, наводи у свом извешћу да су „босански Грци (тј. православни кршћани), муслимани и католици живели заједно и често у веома доброј хармонији, све док страни утицаји не би пробудили фанатизам и питање верског поноса”.
Јукићев ученик и колега фратар фра Антун Кнежевић био је један од главних протагониста бошњачког идентитета, па чак и више гласан него фра Јукић. Он је жестоко заговарао противљење неизбежној кроатизацији босанских католика с једне стране, као и скорој србизацији босанских православних људи с друге стране, како је он то назвао у свом раду. Његов положај и доктрина је да су „сви Босанци један народ трију вера”, а да до краја 19. века, ни Хрвати ни Срби нису живели у Босни и Херцеговини. Иако фра Антун Кнежевић није био јединствена појава у овом смислу, он је свакако имао највећи утицај, поред фра Јукића.
Пре тога, фрањевац фра Филип Ластрић (1700—1783) је био први који је писао о географској, историјској и етно-генетској целовитости свих становника Босанског ејалета, без обзира на њихову религијску приврженост. У своме делу Epitome vetustatum provinciae Bosniensis, објављеном 1765. године у Венецији, Ластрић је тврдио да су сви становници босанске провинције (ејалета, пашалука, беглербеглука) представљали „један народ” истог порекла (корена).

### Аустроугарско управљање
Конфликт се брзо проширио и почео укључивати неколико балканских држава и велесила, што је на крају присилило Османлије да уступе управу земље Аустроугарској преко Берлинског уговора из 1878. године (последњи акт Берлинског конгреса).
Након Српског устанка који је почео 1875. године популација босанских муслимана и православних кршћана у Босни се смањила. Популација православних кршћана (534.000 у 1870. год.) смањена је за 7%, док је муслиманска доживела далеко гори губитак — више од једне трећине. Аустријским пописом из 1879. године забележено је 449.000 муслимана и 496.485 православних хришћана у Босни. Губици су били 245.000 муслимана и 37.500 православних хришћана.
Велики број Бошњака је напустио Босну и Херцеговину након Аустријске окупације; службени аустроугарски записи показују да је 56.000 људи, углавном Бошњака, емигрирало између 1883. и 1920. године, али је број Бошњака емиграната вероватно био много већи јер службени записник не бележи исељавање пре 1883. године нити укључује оне особе које су остале без дозволе. Они који су остали су концентрисани у градовима, а посебно поносни на своје урбане културе, нарочито у босанском главном граду, Сарајеву, који је убрзо постао један од најважнијих мултикултуралних градова у бившој Југославији.
Током 20. века босански Муслимани су основали неколико културних и социјалних удружења у циљу промовисања и очувања културног идентитета Бошњака. Најистакнутија босанска муслиманска културна и социјална удружења су била Гајрет, Мерхамет и Народна узданица, a касније и Препород. Бошњачки муслимански интелектуалци се се окупили и око часописа Босна 1860. године да би промовисали идеју уједињене бошњачке нације. Ова бошњачка група ће остати активна неколико деценија, уз континуитет идеја и коришћење бошњачког имена. Од 1891. године до 1910. године су издавали часопис под називом Бошњак, штампан латиницом. Његов рад промовише концепт бошњаштва и отворености према европској култури и утицајима. Од тада су Бошњаци усвојили европску културу под ширим утицајем Хабсбуршке монархије. У исто време су и задржали неке необичне карактеристике свог босанског исламског начина живота. Ове почетне али важне иницијативе уследиле су новим часописом под називом Бехар чији су оснивачи били Сафвет-бег Башагић (1870—1934), Едхем Мулабдић (1862—1954) и Осман Нури Хаџић (1869—1937).
Након Окупације Босне и Херцеговине 1878. године, аустријска управа Бенјамина Калаја (Benjámin Kállay), аустроугарског гувернера у Босни и Херцеговини, службено потврђује бошњаштво као темељ мултиконфесионалне бошњачке нације која укључује како кршћане тако и муслимане. Политика је покушала изоловати Босну и Херцеговину од њених наводно иредентистичких суседа (православне Србије и католичке Хрватске, али и муслимана Османског царства) и негирати концепте хрватске и српске националности који су већ почели да се формирају на тлу босанскохерцеговачких католичких и православних заједница. Доласком Бенјамина Калаја у окупирану Босну, борба против великосрпске опасности постаје један од главних аспеката аустроугарске политике, која циља да сузбије српски фактор и удружи Муслимане и Хрвате, са даљим циљем да Муслимане покатоличи. Појам босанска државност је, међутим, чврсто утемељен само међу босанским муслиманима, док се жестоко противи мишљењима српских и хрватских националиста, који су, уместо потражње и захтева за босанским муслиманима као својим, одбијали босанску државност.
Након Калајеве смрти 1903. године, службена политика је полако почела нагињати према прихваћању троетничке стварности Босне и Херцеговине. На крају, неуспех аустроугарских амбиција да се бошњачки идентитет почне неговати међу католицима и православцима је довео до тога да се готово искључиво босански муслимани почну придржавати истог, са бошњаштвом тиме усвојеним као етничком идеологијом босанских муслимана од стране националистичких фигура. Почевши од 1891. године, Мехмед-бег Капетановић Љубушак почиње изјављивати да босански муслимани нису били ни Хрвати ни Срби, већ су различити (и, истина, повезани) људи.
У новембру 1881. године, након увођења босанскохерцеговачке јединице унутар аустроугарске војске, аустроугарска власт доноси војни закон (Wehrgesetz) о увођењу обавезе свим Бошњацима да служе војсци Аустроугарске монархије. То је довело до ширења нереда током децембра 1881. године и током 1882. године — што се могло угасити и потиснути само војним средствима. Аустријанци су апеловали муфтији у Сарајеву, Мустафи Хилми Хаџиомеровићу (рођ. 1816), који је ускоро издао фетву „позивајући Бошњаке да се покоравају војном закону”. Друге важне муслиманске вође заједница као што су Мехмед-бег Капетановић Љубушак, касније градоначелник Сарајева, такође позивају младе муслиманске мушкарце на служење хабсбуршкој војсци. 
На почетку избијања Првог светског рата, босански муслимани су мобилизовани да служе аустроугарској војсци; неки одлучују да је напусте како се не би борили против пријатеља Словена, док су неки муслимане напали босанске Србе због очитог беса након атентата на надвојводу Франца Фердинанда. Невен Анђелић пише: „Можемо само нагађати какав је осећај био доминантан у Босни у то време. И анимозност и толеранција су постојали у исто време.”
У модерној српској политичкој мисли 19. и 20. стољећа, никада није постојала идеја етничког чишћења Босне и Херцеговине.

### Југославија
Током постојања Краљевина Срба, Хрвата и Словенаца (касније позната као Краљевина Југославија) босански муслимани су себе сматрали Србима или Хрватима. Какогод, први привремени кабинет је укључивао и муслимане.
Током Другог светског рата, муслиманска елита и господа се декларише као хрватско цвијеће и заједно са хрватских усташама учествује у масовним убијањима и геноциду над Србима. У фебруару 1943. године Немци су одобрили 13. СС оружану брдску дивизију „Ханџар” (1. хрватска) и почели регрутовање. Муслимани су чинили око 12% државне службе и оружаних снага Независне Државе Хрватске.
Дио муслимана се ограђује од ових убијања јавним меморандумима, а један мањи дио учествује на страни антифашиста, било на страни партизана или четника.
Током социјалистичког периода Југославије, Муслимани су и даље били третирани као верска група, умјесто као етничка, најчешће као Срби-муслимани или, у мањој мери Хрвати-муслимани и етнички неопредељени муслиман. Као посебна народност Муслимани су признати 1961. године. Том приликом, један од водећих комунистичких вођа, Родољуб Чолаковић, наводи да су „наша муслиманска браћа била равноправна са Србима и Хрватима”, те да „нису била присиљена да се изјасне као Србин или Хрват”. Он је њима гарантовао „пуну слободу у њиховом националном опредељењу”. 1971. године, Муслимани су у потпуности признати као нација, те у Цензусу у БиХ 1971. године опција Муслиман по националности бива додана.

### Рат у Босни и Херцеговини
Током Рата 1992—1995. године, припадници сва три народа БиХ (Муслимани, Срби и Хрвати) били су жртве међусобног етничког чишћења. Највећи број цивилних жртава био је из редова Муслимана, а потом Срба и Хрвата. Муслимани су највећим делом протеривани са подручја Подриња, где су значајно утицали у укупном броју становништва. Са друге стране, са територија које су биле под војном контролом Муслимана, нарочито са подручја Средње Босне и Сарајева, протеривани су Срби.
Због рата је велики број избеглица (укључујући и неколико стотина хиљада Муслимана, тада Бошњака) напустио је Босну и Херцеговину, а драстичне демографске промене су захватиле многе делове земље.
По попису из 1991. године, Муслимани су чинили већину становништва у једном броју општина средње, источне и западне Босне и Херцеговине. У мањем броју су били присутни и у општинама у којима су већину становништва чинили Срби или Хрвати. Услед етничке хомогенизације извршене током грађанског рата. Данас Бошњаци чине апсолутну већину у Сарајеву и његовом кантону (Кантон Сарајево), Унско-санском кантону западне Босне (са центром у Бихаћу), кантонима централне и североисточне Босне (Средњобосанском, Зеничко-добојском и Тузланском), као и у делу Подриња (Босанско-подрињски кантон са центром у Горажду). У мањем броју су присутни и у Брчко дистрикту, деловима Херцеговине и Подрињу.

## Језик
Бошњаци говоре бошњачким језиком који је истовјетан српском, односно српскохрватском језику из ког је и настао средином 1990.
У јавности су постојала спорења и полемике зашто Бошњаци називају свој језик босанским а не бошњачким, што је званичан став србистике и САНУ.
Први службени речник бошњачког језика, чији је аутор Мухамед Хеваија Ускуфија, штампан је почетком 1630-их (Потур Шахидија, 1631. год.).
Један од првих граматичара, језуитски свештеник Бартол Кашић, је у свом делу из 1640. године (Римски ритуал) бошњачки језик назвао нашким и босанским. Он је користио термин босански иако је био рођен у чакавском региону; одлучио је усвојити „заједнички језик” („lingua communis”), верзију штокавске икавице.
Босански фрањевац Матија Дивковић који се сматра оснивачем књижевности Босне и Херцеговине, у свом делу из 1611. године (Nauk krstjanski za narod slovinski), на крају његовог првог дела — спомиње прави и истински босански језик („a privideh iz dijačkog u pravi i istinit jezik bosanski”).

## Култура
Као и многи други елементи бошњачке културе, бошњачки фолклор је потекао из европских, словенских и османских утицаја. Генерално говорећи, фолклор варира од регије до регије и од града до града. Градови као што су Сарајево и Мостар имају богату личну фолклорску традицију. Многи објекти изграђени људском руком као што су мостови и фонтане, те природни локалитети — такође играју значајну улогу. Саме корене бошњачке народне душе представљају народни музички жанрови: љубавне песме севдалинке и верске песме илахије.
Словенска традиционална митска обележја, као што су змајеви, але, чаробњаци и словенске виле, такође је битно споменути. Предсловенски утицаји су далеко ређи, али ипак присутни. Одређени елементи илирских и келтских веровања су исто тако присутна уверења.
Бошњачке занатлије баве се производњом средњовековним филигранима (једна од техника коришћених у изради накита, која се по правилу изводи искључиво у сребру или злату; основни елементи су плетене и залемљене жице, додатно још комбиноване са ситним зрнцима) које су правиле старе сарајевске занатлије, Друга распрострањена традиција је муштулук, при чему доносилац добре вести (муштулугџија), након изговореног узвика муштулук!, очекује поклон или неку другу (новчану) награду.
Бошњаци (као и Срби) изводе народне песме севдалинке. Севдалинке се традиционално изводе на сазу, турском жичаном инструменту који је касније замењен (у севдалинкама). Међутим, модернији аранжман, у порузи неких који заговарају изворну форму, обично чини вокал у пратњи хармонике заједно с добошем, контрабасом, гитаром, кларинетом и виолином. Севдалинке су јединствене у Босни и Херцеговини. Оне су настале у османској Босни као урбана босанска музика с присуством оријенталних утицаја. Почетком 19. века, бошњачка песникиња Умихана Чувидина у великој мери доприноси севдалинци писањем песама о изгубљеним љубавима, које је и певала.
Песници који су увелико допринели богатој баштини бошњачког народа су, између осталих — Дервиш-паша Бајезидагић, Абдуллах Босневи, Хасан Кафи Прушчак, Абдурахман Сири, Абдулвехаб Илхамија, Мула Мустафа Башескија, Хасан Каимија, Иван Фрањо Јукић, Сафвет-бег Башагић, Муса Ћазим Ћатић, Мак Диздар и други. Баштину су обогаћивали и угледни писци су као што су Енвер Чолаковић, Скендер Куленовић, Абдулах Сидран, Неџад Ибришимовић и многи други.
Историјски часописи као што су Гајрет, Бехари Бошњаксу неки од најистакнутијих публикација, које су допринеле очувању бошњачког идентитета крајем 19. и почетком 20. века. Босанска литература је углавном позната по својим баладама: Хасанагиница, Смрт Омера и Мериме и Смрт браће Морића. Хасанагиница је преношена из генерације у генерацију у усменом облику, док је коначно записана и објављена 1774. године од стране италијанског антрополога Алберта Фортиса у његовој књизи Viaggio in Dalmazia [Путовања Далмацијом]. Хасанагиница се сматра једном од најлепших балада икад написаних, а касније је и преведена на немачки (Јохан Волфганг фон Гете, 1775), енглески (Волтер Скот, 1798), руски (Александар Пушкин, 1835), француски (Проспер Мериме, 1827; Адам Мицкјевич, 1841) и  друге светске језике.

### Религија
Већина Бошњака припада сунитском исламу, иако је историјски суфизам такође одиграо значајну улогу међу Бошњацима дајући већу предност матичним сунитским правилима, као што је накшибендијско, рифаијско и кадиријско веровање (тарикат). Босанска Исламска заједница је такође била под утицајем других струја унутар ислама, осим оне преовладавајуће ханефијске школе, посебно након рата 90-их година.
Положај суфизма у Босни за време османског доба је био законски исти као и у другим деловима Царства. Бошњачке суфије су се бавиле књижевношћу, пишући често на оријенталним језицима (арапски, турски и персијски), иако их је било и неколико који су користили босански, као што су Абдурахман Сири (1785—1846/47) и Абдулвехаб Илхамија (1773—1821). Још један суфи из Босне је Хамза Хали Бошњак, чија се доктрина сматра супротном од оне службеног тумачења ислама. Његове присталице хамзевије су формирале религијски покрет који се често пореди са сектом уско-везаној тарикату „бајрами-мелами”. Други истакнути бошњачки суфи је Хасан Кафи Прушчак, суфијски мислилац и најистакнутија фигура научне литературе и интелектуалног живота Бошњака 16. века.
У јавном мњењу 1998. године, 78,3% Бошњака у Федерацији Босне и Херцеговине се изјаснило да су верници. Босански муслимани имају тенденцију да се прикажу као умерени, секуларни и европски-оријентисани у односу на друге муслиманске групе.
Кјел Мегнусон (Kjell Magnusson) истиче да је религија одиграла велику улогу у процесима који су обликовали националне покрете и формирања нових држава на Балкану након османског повлачења, јер су Османлије разликовали народе по њиховој религијској припадности. Иако религија игра само малу улогу у свакодневном животу народа у Босни и Херцеговини данас, следећи етничко-религијски стереотипи су још увек прилично чести: Срби морају бити исто што и православци, Хрвати морају бити исто што и католици, а Бошњаци морају бити исто што и муслимани. Међутим, још увек постоје појединци који крше наведене обрасце, те активно практикују друге религије.

### Имена и презимена
Бошњачка имена су већином арапских, турских и персијских корена. Пример су имена Осман, Мехмед, Исмет, Кемал, Хасан, Ибрахим, Мустафа и др. Јужнословенска имена као што је име Златан су присутна већином у нерелигијским породицама Бошњака. Оно што је уочљиво је то да су због структуре бошњачког језика многа муслиманска имена измењена у јединствена бошњачка. Нека оријентална имена су добила скраћену форму. На пример, Хусо од Хусе(ј)ин, Ахмо од Ахмед, Мехо од Мехмед и сл. Овакав пример су и имена бошњачких вицевских јунака Мује и Суље, чија су имена у ствари скраћене форме имена Мустафа и Сулејман. Оно што је још учесталије је трансформација имена која су у арапском и турском прихваћена само за један пол. У бошњачком језику, једноставним одбацивањем слова а име се из женског може променити у мушко: традиционално женско име Јасмина прелази у популарно мушко име Јасмин. Слично, додавањем слова а учесталом имену Махир ствара се женско име Махира.
Бошњачка презимена, као и сва типична међу Јужним Словенима, најчешће завршавају на -ић или -овић. Ова појава патронимије (грч. πατρονυμικόν / патронyмикон — „име оца”) се може успоредити с енглеским суфиксом -son (енгл. son — „син”), који у енглеским презименима игра улогу обележавања наслеђа очевог имена (Johnson, Wilson, Ericson, Stivenson и др.). Оно што долази пре -(ов)ић суфикса може рећи доста тога о једној породици.
Већина бошњачких презимена прати сличан образац који потиче из периода када су та презимена у Босни и Херцеговини стандардизована. Нека бошњачка муслиманска имена садрже име оснивача породице на почетку, а онда следи исламска струка или титула, те завршетак -ић. Примери овог облика су презимена Изетбеговић („син Изет-бега”), Хаџиосмановић („син хаџи Османа”) и сл. Неке варијације овог обрасца укључују презимена која спомињу само име, као што је Османовић („син Османа”), те презимена која спомињу само струку, као што је Имамовић („син имама”). Нека чак спомињу и религију, као што је Муслимовић („син муслимана”).
Одређен број бошњачких презимена нема исламске корене за које би се могла везати, а завршавају се на -(ов)ић, што је често међу словенским презименима. Ова презимена су вероватно остала непромењена још од средњовековног доба, а већином потичу од старог босанског племства или последњег таласа конвертовања на ислам. Примери оваквих презимена су Твртковић, Куленовић и др.
Такође постоје и друга презимена која не завршавају на -ић, уопште. Та презимена су најчешће изведена из назива места порекла, занимања или других различитих фактора у историји одређене породице. Примери ових презимена су Златар, Ковач, Колар и др.
Нека бошњачка презимена имају страно порекло, које указује на то да је оснивач породице потекао из места које је изван Босне и Херцеговине. Многа таква презимена имају мађарско, албанско, влашко, арапско или турско порекло. Примери су Власић, Арнаутовић, Араповић и сл. Постоје и презимена за које се сматра да су предсловенског порекла; келтско-илирског (Матаруга и Моторуга), готског (Манигода), или било којег другог порекла.
Многа бошњачка презимена су слична или истоветна хрватским и српским: Филиповић, Пушкар, Јашић, Сучић, Субашић, Бегић, Хаџић и др.

## Заједнице
Највећи број Бошњака изван Босне и Херцеговине се налази у Србији и Црној Гори (посебно у регији познатој као Санџак). Град Нови Пазар је дом највеће бошњачке популације изван Босне и Херцеговине. Још 40.000 Бошњака се налази у Хрватској и 38.000 у Словенији.
Због Рата у Босни и Херцеговини, велики број Бошњака је емигрирао у земље изван Балкана. Највећа бошњачка популација настањена изван држава бивше Југославије се налази у САД, Шведској, Аустрији, Немачкој, Швајцарској, Аустралији, Канади и Турској. Пријашње генерације бошњачких имиграната у неке од тих земаља су до сада углавном интегрисане у истим.
У западним земљама, велика већина Бошњака су ратне избеглице које су дошле у те земље 1990-их година. Они и даље већином говоре бошњачки језик и одржавају културне и верске заједнице, редовно посећују своју родну земљу, те шаљу писма породицама које су остале код куће.
Број Бошњака у СФРЈ 1948–1991.
| Републике     | 1948.            | 1953.            | 1961.            | 1971.              | 1981.              | 1991.              |
| СР БиХ        | 788.403 (30,7 %) | 891.800 (31,3 %) | 842.248 (25,7 %) | 1.482.430 (39,6 %) | 1.630.033 (39,5 %) | 1.905.829 (43,7 %) |
| СР Црна Гора  | 387 (0,0 %)      | 8396 (2 %)       | 30.655 (6,5 %)   | 70.236 (13,3 %)    | 78.080 (13,4 %)    | 89.614 (14,6 %)    |
| СР Хрватска   | 1077 (0,1 %)     | 16.185 (0,4 %)   | 3113 (0,1 %)     | 18.457 (0,4 %)     | 23.740 (0,5 %)     | 43.469 (0,9% )     |
| СР Македонија | 1560 (0,1 %)     | 1591 (0,1 %)     | 3002 (0,3 %)     | 1248 (0,1 %)       | 39.512 (2,1 %)     | 35.256 (1,7 %)     |
| СР Словенија  | 179 (0,0 %)      | 1617 (0,1 %)     | 465 (0,0 %)      | 3197 (0,2 %)       | 13.425 (0,7 %)     | 26.867 (1,4 %)     |
| СР Србија     | 17.315 (0,3 %)   | 79.109 (1,1 %)   | 93.457 (1,2 %)   | 154.364 (1,8 %)    | 215.166 (2,3 %)    | 246.411 (2,5 %)    |
| СФРЈ          | 808.921 (5,1 %)  | 998.698 (5,9 %)  | 972.940 (5,2 %)  | 1.729.932 (8,4 %)  | 1.999.957 (8,9 %)  | 2.347.446 (10,0 %) |

### Дијаспора

#### Сједињене Америчке Државе
Бошњаци су били зачетници у успостављању Муслиманске заједнице у Чикагу. Године 1906. године су основали Џемијетул Хајрије у Илиноису ради очувања верске и националне традиције заједнице, као и пружања узајамне помоћи за сахране и болести. Организација је основала своје огранке у Герију, Индијана (1913) и Бјуту, Монтана (1916), а они представљају најстарију постојећу муслиманску организацију у Сједињеним Америчким Државама.
Сједињене Државе имају бројна бошњачка културна, спортска и верска удружења. Новине на бошњачком језику и други часописи се објављују у многим државама. (Босанско-америчке новине Сабах) Највећа заједница Бошњака у Сједињеним Државама се налази у Сент Луису.

#### Канада
Традиционални центри боравка и културе за људе из Босне и Херцеговине су Торонто, Монтреал и Ванкувер. Бројна бошњачка културна, спортска и верска удружења успешно делују, а новине на бошњачком језику и други часописи се објављују у многим државама. Највећа бошњачка организација у Канади је Конгрес Бошњака Северне Америке.

#### Турска
Бошњачке заједнице у Турској вуку своје корене углавном до егзодуса босанских муслимана из Босанског ејалета у 19. и почетком 20. века, као резултат пада владавине Османског царства на Балкану. Према проценама из 2008. године од стране Већа за националну сигурност Турске (Milli Güvenlik Kurulu) чак 2.000.000 грађана Турске је српског порекла. Бошњаци углавном живе у регији Мармара која је — другим речима — северозападна Турска. Највећа бошњачка заједница у Турској је у Истанбулу. 
Јенибосна је градић који се налази на западном делу истанбулског дистрикта Бахчелиевлер (Bahçelievler), који граничи са суседним округом Кучукчекмеџе (Küçükçekmece). Власти дистрикта су забележиле масовне миграције из бившег Османског царства након оснивања Републике Турске.
Назив градића долази из имена главног града Босне и Херцеговине, Сарајева. Насеље се у почетку звало Сарајбосна, што је турски еквивалент Сарајева, пре него што је преименовано у Јенибосну формирањем Републике Турске.
Значајне бошњачке заједнице постоје и делују у Измиру, Карамурселу, Јалови, Бурси и Једрену.

## Галерија
- Застава босанскохерцеговачких Бошњака
- Застава бивше Републике Босне и Херцеговине, популаран симбол међу Бошњацима
- Застава босанскохерцеговачких муслимана, популаран симбол међу Бошњацима
- Застава Бошњачког националног вијећа у Србији
- Љиљан, симбол Бошњака на бившем грбу Федерације Босне и Херцеговине
- Грб бивше Републике Босне и Херцеговине, популаран симбол међу Бошњацима
- Грб Бошњачког националног вијећа у Србији
- Дервиш из Босне, слика Амедеа Презиосија
(1816—1882)
- Муслиманка из Мостара
- Девојка која плеше (1869)
- Бошњаци врше молитву на отвореном,
око 1906. год.
- Турбе Гази Хусрев-бега у Сарајеву
- Старо муслиманско гробље Алифаковац у Сарајеву
- Традиционални намештај унутар благајске текије
- Ферхат-пашина џамија, изграђена 1579. год. у Бањој Луци, је била једно од највећих достигнућа исламске бх. архитектуре у Европи у 16. веку
- Bosnyák lakóház (Бошњачка кућа) са мађарске Милленијске изложбе, 1896. год.
- Војно гробље II бх. пешадијског регимента у близини Лебринг-Санкт Маргаретена у Аустрији
- Традиционални бошњачки филигран на сарајевском старом базару и историјском центру града, Башчаршији
- Исмета Дервоз-Крвавац из групе Амбасадори на Такмичењу за пјесму Евровизије
1976. год.